# Partidul Liber Democrat (Germania)
Partidul Liber Democrat, acronim FDP, (în germană Freie Demokratische Partei), este formațiunea politică liberală, doctrinar istoric adeptă a liberalismului clasic precum și a liberalismului economic în varianta acestuia autohtonă, mai precis Ordoliberalism (germană Ordoliberalismus), din Germania. Colocvial se asociază cu culoarea galben. S-a aflat la putere între anii 1949–1956, 1963–1966 (în coaliție cu fracțiunea parlamentară CDU/CSU, aliații acestora politici istorici), între 1969–1982 (în coaliție cu SPD), între 1982–1998 și 2009–2013 (în coaliție cu CDU/CSU). Partidul Liber Democrat (FDP) a fost unul dintre cele mai importante partide de guvernământ în Germania de Vest (RFG/BDR) după terminarea celui de-Al Doilea Război Mondial.

## Evenimente recente
La alegerile de la 27 septembrie 2009 a obținut 15% din sufragii, fapt care i-a permis formarea unei noi coaliții guvernamentale împreună cu fracțiunea parlamentară CDU/CSU. În guvernul nou Guido Westerwelle, președintele partidului FDP, a devenit ministru federal de externe și vicecancelar federal.
La alegerile la nivel de land din 2011 (în landurile Renania de Nord-Westfalia, Renania-Palatinat și Baden-Württemberg) FDP-ul a pierdut multe voturi, astfel încât la 3 aprilie 2011 Westerwelle a anunțat că nu va mai candida la funcția de președinte al FDP. Funcția de vicecancelar a trecut la Philipp Rösler, ministrul economiei, care a fost ales în funcția de președinte al FDP.
La alegerile federale din 2013 partidul s-a clasat sub pragul electoral de 5%. Președintele partidului și-a dat demisia, iar în locul său a fost ales Christian Lindner.

## Personalități

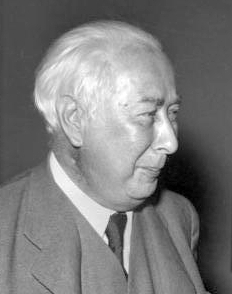
Theodor Heuss, figură emblematică a partidului precum și primul președinte al Germaniei de Vest (RFG/BDR)

- Hans-Dietrich Genscher, ministru federal de interne (1969–74), ministru federal de externe (1974–1992), președinte onorific al FDP
- Theodor Heuss, primul președinte al Republicii Federale Germania (1949–1959)
- Klaus Kinkel, ministru federal al justiției (1991/92), ministru federal de externe (1992–1998)
- Otto Graf Lambsdorff, ministru federal al economiei (1977–1984)
- Sabine Leutheusser-Schnarrenberger, ministru federal al justiției (1992–1996)
- Philipp Rösler, vicecancelar federal (2011–2013)
- Walter Scheel, de mai multe ori ministru federal, al patrulea președinte al RFG (1974–1979)
- Günter Verheugen, secretar general al FDP (1978–1982); mai târziu a trecut la partidul SPD; membru al Comisiei Europene
- Guido Westerwelle, ministru federal de externe (2009–2013)